# Haplopoma
Haplopoma is een geslacht van mosdiertjes uit de  familie van de Haplopomidae. De wetenschappelijke naam ervan is in 1909 voor het eerst geldig gepubliceerd door Levinsen.

## Soorten
- Haplopoma bimucronatum (Moll, 1803)
- Haplopoma graniferum (Johnston, 1847)
- Haplopoma impressum (Audouin, 1826)
- Haplopoma planum Ryland, 1963
- Haplopoma pyriformis (Wood, 1844)  †
- Haplopoma sciaphilum Silén & Harmelin, 1976